# Livmoder
Livmoderen (latin: uterus, flertal: uteri, fra uter = sæk af læder, pose, oprindeligt: bug, underliv; græsk: metra, hýstra) er det muskuløse hulorgan i kvindens krop, hvori zygoten kan udvikles til et barn. Livmoderen har form og størrelse som en pære, der står på hovedet, hvor den runde del er selve livmoderhulen og den aflange, smalle del er livmoderhalsen.
Størrelse og form varierer med alderen og med menstruationscyklus og graviditet. Nedad har livmoderhalsen (cervix uteri) forbindelse til skeden (vagina). Fra toppen af livmoderen udgår æggelederne til æggestokkene. Hovedparten af livmodervæggen består af glat muskelvæv; indvendigt er livmoderen beklædt med slimhinde (endometrium), som et eventuelt befrugtet æg kan vokse sig fast i. Denne slimhinde afstødes cirka en gang om måneden ved menstruationen.